# NetScaler
NetScaler je software Citrix® NetScaler® umožňuje pružný a hospodárný provoz IT spojený s využitím cloud computingu.
Společnost Citrix®, Inc. představila nejnovější aktualizaci softwaru Citrix® NetScaler® 9.2 a tři nová výkonná hardwarová zařízení NetScaler MPX™ v květnu 2010. Na rozdíl od tradičních síťových řešení spoléhajících na drahý a nepřizpůsobivý hardware, nové systémy NetScaler jsou postaveny na moderním cenovém řešení nazvaném „Pay-as-You-Grow“ (Plaťte podle svého růstu), které umožňuje rozšiřovat kapacitu podle aktuální potřeby bez nutnosti modernizovat celý hardware. Aby bylo možné uspokojit prudce rostoucí potřeby firemních sdílených služeb a instalovaných cloudů, řešení NetScaler 9.2 nabízí jedinečný flexibilní pronájem kapacit, který spojuje sdílenou a konsolidovanou infrastrukturu a současně nezatěžuje uživatele složitou správou více nájemců. Nová verze dále zajišťuje flexibilitu dynamických virtuálních zařízení a podporuje tak skutečnou pružnost sítě jako služby, jejíž výkon lze nově za provozu zvyšovat či snižovat dle potřeby. V důsledku toho mohou zákazníci opustit pevně stanovené náklady a výkon u tradičních modelů datových center a nahradit je flexibilním hospodařením vycházejícím z aktuálních potřeb a pružnosti cloudů.

## Hlavní fakta a vlastnosti
- Zajišťuje hospodárný provoz díky rozsáhlému využití cloudů – nový software NetScaler zajistí 4krát rychlejší výkon protokolu IPv6, který usnadní rychlý růst sítí a datových přenosů využívajících protokol IPv6. Sítě cloudů mohou rovněž sjednotit hardwarovou infrastrukturu a nabídnout vyšší využití díky podpoře až 7× více procesů běžících na jediné platformě NetScaler.
- Optimalizuje zobrazování videa, aplikací Web 2.0 a multimédií – software NetScaler 9.2 optimalizuje zobrazení videa díky využití první 64bitové sdílené vyrovnávací paměti použité v tomto odvětví; tato paměť může ve vysoce výkonných MPX platformách zajistit kapacitu vyrovnávací paměti až 24 GB, kterou lze využít k vyrovnávání paměti u velkých video souborů umístěných u poskytovatele služby nebo k uvolnění serverů back-end. Zobrazení aplikací Web 2.0 je optimalizováno pomocí nové podpory Fast XML XPath, která zajišťuje podrobnou kontrolu vytížení XML a umožňuje vysoce výkonné směrování business logiky.
- Přináší pokročilé grafické zobrazení vaší sítě – nové funkce AppExpert Network a GSLB Visualizers umožňují snadno vyhledat konkrétní problém s konfigurací a analyzovat chování datových přenosů pomocí úplného grafického zobrazení infrastruktury pro provoz aplikací. Nové funkce Active-Active a GSLB Spillover tento proces dále automatizují tím, že zajišťují ještě vyšší dostupnost a optimální využití zdrojů napříč soukromými a veřejnými cloudy.
- Podporuje flexibilní pronájem příští generace – architektura flexibilního pronájmu použitá v aplikaci NetScaler rozšiřuje pronájem pro více nájemců z oblasti sítě na úroveň aplikací prostřednictvím kombinace fyzických a virtuálních zařízení. Nové procesy monitoringu sítě a směrování založené na procesech zajišťují podpůrnou technologii, která nabízí sdílené služby pro více nájemců.
- Zvedá laťku zabezpečení webu a cloudů – software NetScaler 9.2 zajišťuje bezkonkurenční rozsah ochrany proti stále se stupňujícím útokům typu DDoS a DNS a přináší první firewall pro aplikace s rychlostí 12 GB za vteřinu v tomto odvětví. Kromě vyššího výkonu zajišťuje software NetScaler 9.2 webové služby a bezpečnostní prvky XML, včetně blokace požadavku na vykonání určité akce (útok CSRF), kontroly příloh XML, blokace útoku spočívajícím v rozšíření entity, filtrování chyb SOAP a skenování WSDL.
- Zajišťuje rozšiřitelnost optimalizací konkrétních aplikací – Nové šablony AppExpert a funkce Visualizer zjednodušují správu, migraci, monitoring a synchronizaci postupů práce s aplikacemi napříč více úrovněmi. Lze vytvářet šablony běžících konfigurací pro potřeby snadného importu nebo exportu do testovacích a vývojových prostředí pomocí zjednodušení funkcí správy a umožnění tvorby konfigurací pro konkrétní prostředí.